# (4442) Garcia
(4442) Garcia es un asteroide perteneciente al cinturón de asteroides, descubierto el 14 de septiembre de 1985 por el equipo del Spacewatch desde el Observatorio Nacional de Kitt Peak, Arizona, Estados Unidos.

## Designación y nombre
Designado provisionalmente como 1985 RB1. Fue nombrado Garcia en honor al roquero y guitarrista estadounidense Jerry García.